# 黑星紫胸鱼
黑星紫胸鱼（学名：Stethojulis bandanensis），又稱线纹紫胸鱼，为輻鰭魚綱鱸形目隆头鱼科的其中一種。该物种的模式产地在班达海。

## 分布
本魚分布于印度太平洋區，包括東非、紅海、日本、中國、臺灣、越南、印尼、菲律賓、馬來西亞、澳洲、馬紹爾群島、密克羅尼西亞、薩摩亞群島、法屬波里尼西亞、新喀里多尼亞、庫克群島、可可群島、紐西蘭、馬里亞納群島、帛琉、關島、吉里巴斯等海域。

## 深度
水深3至30公尺。

## 特徵
本魚體側扁，幼魚體色灰白色，背部密布白點，腹部具網狀紋；雌魚斑紋與幼魚相同，但背部灰黑色；雄魚背部青綠色，具數條藍色細縱紋，腹部白色。共同特徵是胸鰭基部上方具明顯的橘紅斑，背鰭硬棘9枚；背鰭軟條11至12枚；臀鰭硬棘3枚；臀鰭軟條11枚，體長可達15公分。

## 生態
本魚棲息在珊瑚礁平台，幼魚常在潮池中發現，具性轉變，行一夫多妻制，活動力強，夜晚潛沙而眠，屬肉食性，以小型底棲動物為食。

## 經濟利用
可食用，但多做為觀賞魚。